# IC 150
IC 150 је спирална галаксија у сазвјежђу Рибе која се налази на листи објеката дубоког неба у Индекс каталогу.
Деклинација објекта је + 4° 11' 57" а ректасцензија 1h 42m 57,6s. Привидна величина (магнитуда) објекта IC 150 износи 14,1 а фотографска магнитуда 14,9. IC 150 је још познат и под ознакама UGC 1202, MCG 1-5-26, CGCG 412-20, PGC 6316.